# Gymnostachyum thorelii
Gymnostachyum thorelii är en akantusväxtart som beskrevs av Raymond Benoist. Gymnostachyum thorelii ingår i släktet Gymnostachyum och familjen akantusväxter. Inga underarter finns listade i Catalogue of Life.